# Munkbron

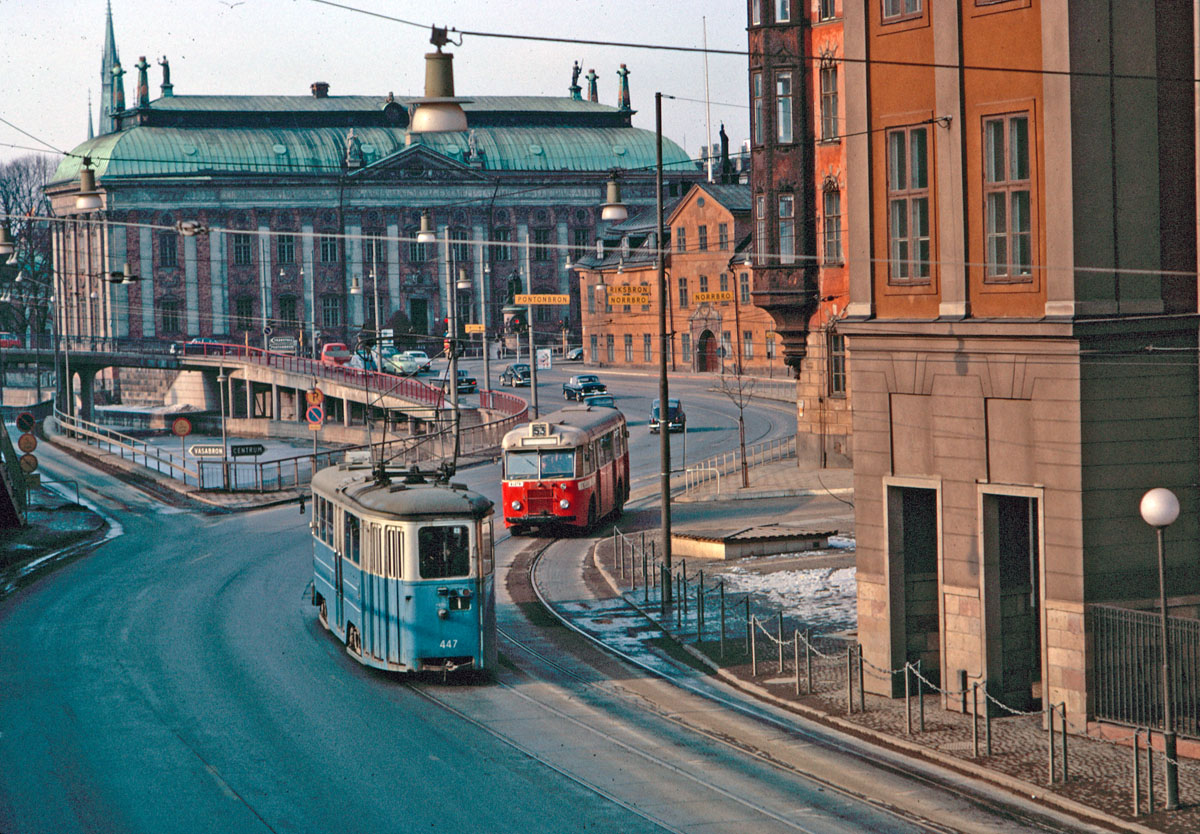
Buss och spårvagn på Munkbron, 1964.

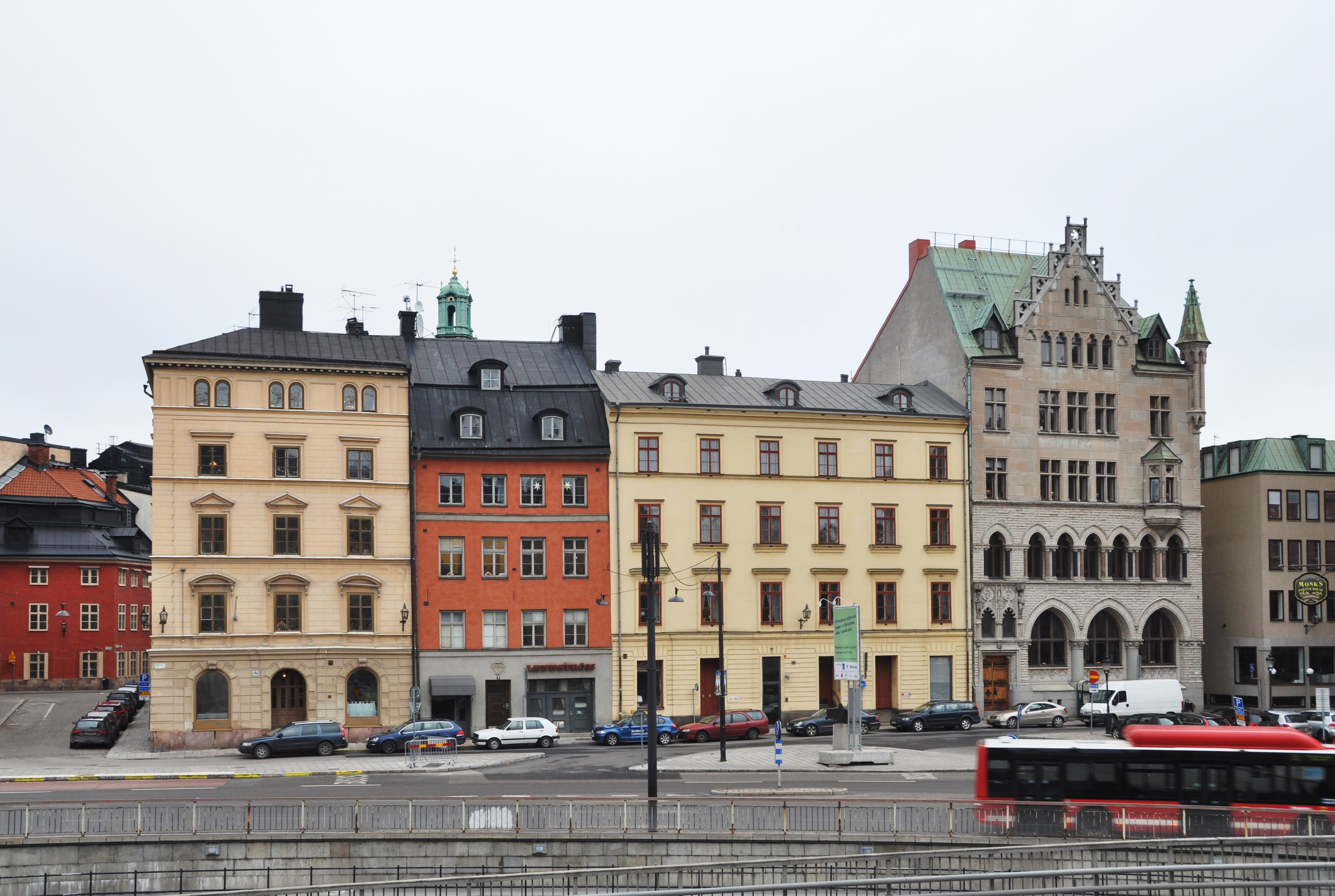
Munkbron 3–9.

Munkbron är ett torg vid Munkbroleden nära Riddarholmskanalen i Gamla stan, Stockholms innerstad.
Namnet Munkbro härrör från den bro som förband Stadsholmen med Gråmunkeholmen (nuvarande Riddarholmen) och som kallades Monkabrona 1462. Förmodligen när Riddarholmens namn slog igenom och bron flyttades längre norrut, kom namnet Munkbron att användas för kajområdet vid Riddarholmskanalens östra sida.
År 1921 föreslog namnberedningen att dåvarande  Övre och Nedre Munkbrotorget skulle heta Munkbrotorget respektive Flugmötet. 1923 ändrade man sig och accepterade "dagligt tal", där namnet Munkbron hade etablerat sig. I den nuvarande Munkbron ingår vad som tidigare kallades Munkbrotorget (1654), Munkbrohamnsplatsen (1694) och Våghusplatsen. Numera kallas även Munkbroleden bara kort "Munkbron".
Vid Munkbron återfinns Ryningska palatset där bland annat Kristdemokraterna sedan 2005 har sitt partikansli. På Munkbron 11 ligger Petersenska huset. Industrikreditaktiebolaget i Stockholms gamla huvudkontor på Munkbron 9 och Lifförsäkrings AB De Förenade Munkbron 17 är två kontorsbyggnader ritade av Erik Josephson.